# Károlyi-kastély (Derekegyház)
A Károlyi-Weiss-kastély Derekegyházon, Szentestől 12 km-re a Kórógy-ér mellett helyezkedik el. Az épület műemléki védettség alatt áll, törzsszáma 2770, azonosítószáma 3365.

## Története
A csongrád-vásárhelyi uradalom a 17. században Szuhay Mátyás és Szuhay Gáspár birtokában volt, akiktől azonban a császár hűtlenség miatt azt elkobozta és 1670-ben már a kamara kezelte a kincstári földeket. Az uradalom egy részét 1702-ben gróf Schlick Lipót tábornok vásárolta meg; ehhez Derekegyház-pusztán kívül Csongrád, Vásárhely és Szegvár is hozzátartozott. 1722-ben a gróf a mintegy 118 ezer katasztrális holdnyi birtokot 30 ezer forintért eladta Károlyi Sándornak. Károlyi Szegváron rendezte be alföldi birtokainak központját. 1743-as halála után fia, Károlyi Ferenc átengedte húgának, Károlyi Klárának (és férjének, Haller Gábornak) a szegvári kastélyt és Derekegyházpusztán alakította ki az új birtokközpontot majorsággal és a gazdasági épületekkel.
A barokk-copf stílusú derekegyházi kastélyt az ő fia, Károlyi Antal építtette 1765 és 1769 között a korábbi majorsági épületek mellett és ekkor kezdték meg a kastély parkjának  kialakítását is. 1791-es halálát követően egyetlen fia, Károlyi József örökölte a kastélyt, aki az udvaron álló nagykonyhát 1799-ben átalakíttatta kápolnává. Az oltár fölött Nepomuki Szent János képét helyezték el; emellett Szt. Vendel, Szt. József és Szűz Mária képeit tették a helyiségbe. Tornya nem volt, csak egy haranglábat emeltek a közelében, amely a kőkerítésbe beépítve ma is megtalálható). Károlyi József fiatalon, 34 évesen halt meg, uradalmait három kiskorú fia örökölte. Ekkor leltár készült a derekegyházi kastélyról is; eszerint a nagyrészt jó állapotban lévő, egyemeletes épület égetett téglából készült, tetejét zsindellyel fedték. Földszintjén 3 folyosót, 9 szobát, 1 konyhát, 1 árnyékszéket számláltak össze. Itt helyezték el a gazdatisztek szobáit és ebédlőjüket, a gazdaasszony szobáját és más kiszolgáló helyiségeket is. Az ebédlő alatti pincében 200 akó bor fért el. A földszint előtt fából ácsolt tornác futott végig. Az emeletre háromfordulós tölgyfalépcső vezetett fel, a fordulók közeit fehér márvánnyal rakták ki. Az emeleten lakott a gróf és családja, itt kaptak helyet lakosztályaik és a díszterem. A folyosókat márvánnyal burkolták, a kétszárnyú ajtókat tölgyfából készítették, az ablakok ólmos táblaüvegezést, rézvereteket kaptak. A szobák mennyezetét stukkóval, a falakat faburkolattal díszítették. A fűtést aranyozott fehér cserépkályhákkal oldották meg. A harmadik, padlástéri szinten nyolc nyári szobát alakítottak ki. Az épület nyugati oldalán virágoskert és gyümölcsöskert húzódott, a keletin volt található az udvar; itt állt a kápolna, valamint a hozzá tartozó sekrestye és oratórium.
A három fiú nagykorúvá válása után, 1827-ben osztották fel egymás között a vagyont. A kastély a legidősebbé, Károlyi Istváné lett, aki 1881-ben halt meg. Örökösei (nagyobbik fiától származó unokája, László és fiatalabbik fia, Sándor) megosztották a 25 ezer holdas uradalmat, amely Sándor gróf 1906-os halála után László kezében egyesült ismét. Károlyi László több kastéllyal és egy pesti palotával is rendelkezett, ezért a keveset használt derekegyházi rezidenciát 1914-ben eladta Weiss Manfréd lőszergyárosnak, aki korábban már megvásárolt az uradalomból egy közel 9 ezer holdas részt (egy legenda szerint nem vásárlás, hanem kártyaadósság kiegyenlítése történt).
Weiss Manfréd a Gyáriparosok Országos Szövetségének igazgatósági tagja volt, valamint országgyűlési képviselő és a főrendiház tagja. 1896-ban "csepeli" előnévvel nemesi címet kapott, 1918. szeptemberében pedig IV. Károly bárói rangra emelte. Családja a karácsonyi és húsvéti ünnepeket mindig Derekegyházon töltötte, ezen kívül viszont csak nyáron és az őszi vadászatok alkalmával használták a kastélyt. Weiss Manfréd 1922-es halála után a 7619 holdas birtokot a gyermekei örökölték. A Károlyiak alatt leromlott kastélyt 1932-ben felújították és modernizálták; ekkor cserélték ki tetejét manzárdtetőre, amelyet teljesen beépítettek, és szobákat alakítottak ki a tetőtérben. A főhomlokzat timpanonjában a Károlyi-címert ovális világítóablak váltotta fel. A belső elrendezés nem változott, gyakorlatilag a barokk kori állapotot tükrözi ma is. A második világháború során a német megszálláskor a zsidó származású Weiss-család vagyona egy részének – közte a derekegyházi uradalom – átadása fejében távozhatott az országból.
A kastélyt nem sokkal ezután kifosztották, berendezését részben német katonák, részben a környék lakói elvitték. Később néhány, innen származó festmény a szentesi Koszta József Múzeumba került. A háború után a kastélyt államosították, 1949-ben szociális otthont helyeztek el benne értelmi fogyatékosok számára. 2018 óta a Csongrád megyei önkormányzat elmeszociális ápolóotthona működik itt.
A 19. század közepén még 150 katasztrális holdnyi kastélypark mára 10 hektárra zsugorodott és ennek is csak egy kisebb, épület körüli része maradt meg az eredeti formájában, a többi részén erdő nő. A világháború előtt medence és teniszpálya is volt a parkban. Területén kápolna és harangláb található.